# Rubidiumchromat
Rubidiumchromat ist das Rubidiumsalz der Chromsäure.

## Herstellung
Rubidiumchromat kann aus Rubidiumcarbonat und Rubidiumdichromat hergestellt werden.
{\displaystyle \mathrm {Rb_{2}CO_{3}+Rb_{2}Cr_{2}O_{7}\longrightarrow 2\ Rb_{2}CrO_{4}+CO_{2}\uparrow } }
Ebenfalls möglich ist die Darstellung durch Reaktion von Rubidiumcarbonat und Chrom(VI)-oxid
{\displaystyle \mathrm {Rb_{2}CO_{3}+CrO_{3}\longrightarrow Rb_{2}CrO_{4}+CO_{2}\uparrow } }
oder Rubidiumdichromat mit Bariumhydroxid.
{\displaystyle \mathrm {Rb_{2}Cr_{2}O_{7}+Ba(OH)_{2}\longrightarrow BaCrO_{4}+Rb_{2}CrO_{4}+H_{2}O} }

## Eigenschaften
Rubidiumchromat ist ein gelber Feststoff mit rhombischen Kristallen, der leicht löslich in Wasser ist. Die Löslichkeit nimmt mit steigender Temperatur zu: 100 g gesättigte Lösung enthalten bei 0 °C 38,27 g und bei 25 °C 43,265 g Rubidiumchromat. Er kristallisiert im orthorhombischen Kristallsystem mit der Raumgruppe Pnam (Raumgruppen-Nr. 62, Stellung 6) und den Gitterparametern a = 800,1 pm, b = 1072,2 pm und c = 607,4 pm, in der Elementarzelle befinden sich vier Formeleinheiten. Die Kristallstruktur ist isotyp mit der von Kaliumchromat und Kaliumsulfat.